# Igel
Igel est une municipalité de la Verbandsgemeinde Trier-Land, dans l'arrondissement de Trèves-Sarrebourg, en Rhénanie-Palatinat, dans l'ouest de l'Allemagne.

## Archéologie

### Le mausolée
Ce lieu est connu pour son mausolée, appelé mausolée d'Igel ou colonne d'Igel qui représente une pierre tombale romaine de 23 m de haut. Celle-ci est inscrite à la liste du patrimoine mondial de l'UNESCO.

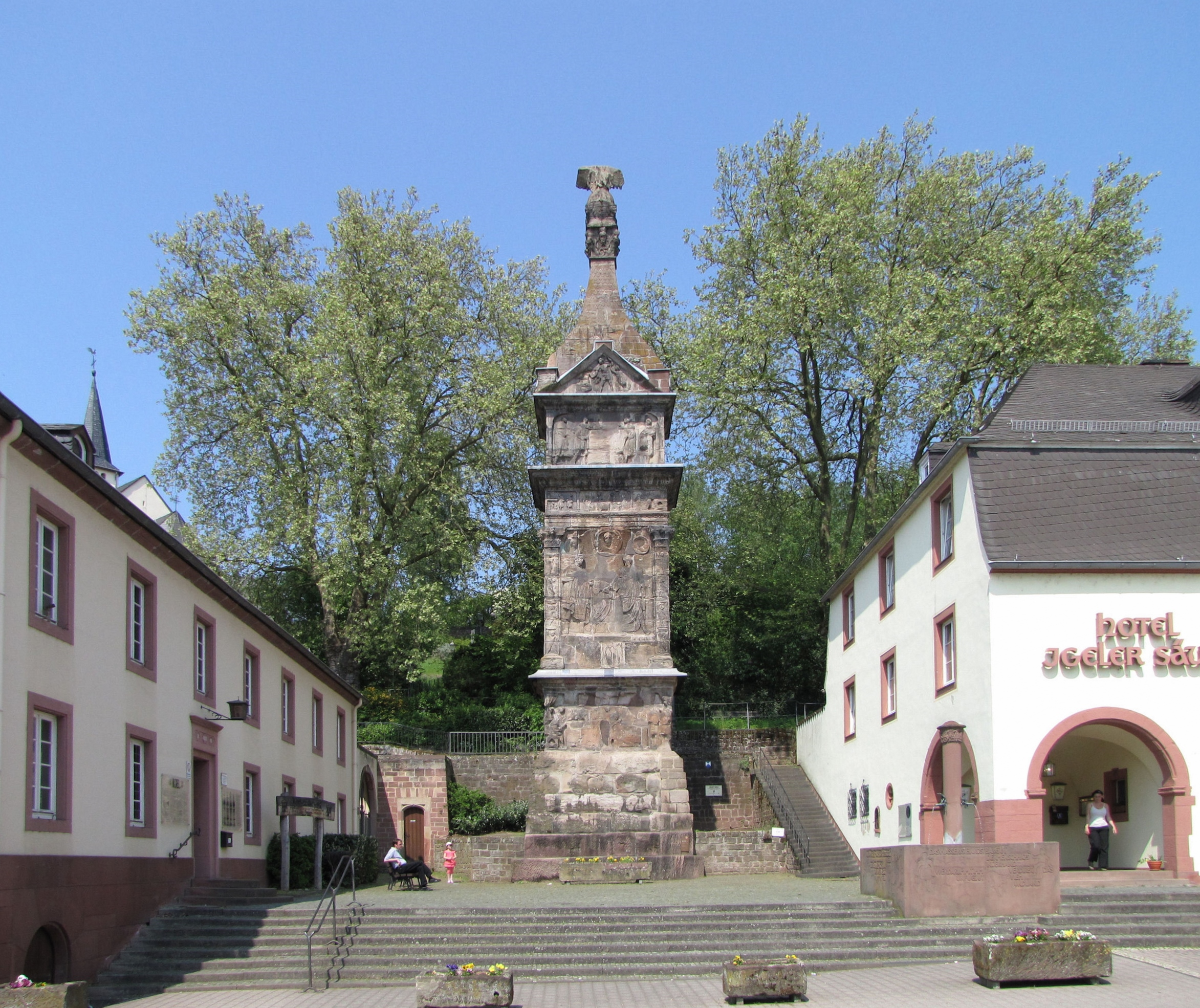
Mausolée d'Igel

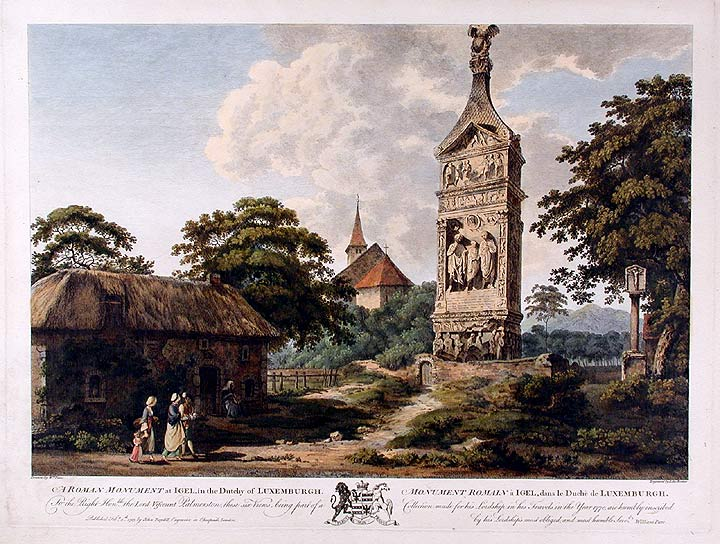
Gravure du mausolée d'Igel au XVIIIe siècle, telle que publiée par John Boydell

### La chambre funéraire
À environ 1,6 km à l'ouest du mausolée se trouve une chambre funéraire romaine, communément appelée Grutenhäuschen (de) (Grut = grotte), à flanc de coteau, parmi les vignes. La chambre funéraire d'origine a été restaurée en 1962 par le musée d'État de Trèves. En 2001, la toiture et la façade à quatre colonnes ont finanalement été reconstituées.
- Voir image dans l’infobox à droite.

## Géographie
La municipalité inclut la localité de Liersberg (Liischbierg).